# Vatroslav Grill
Vatroslav Grill rojen Ignacij Gril, slovenski publicist, urednik in javni delavec v Združenih državah Amerike, * 1. februar 1899, Soteska pri Moravčah, † 21. marec 1976, Santa Clara, Kalifornija.
Rodil se je očetu hišarju Jožefu Grilu in materi Ani (rojena Hribrnik). Pred 1. svetovno vojno se je družina preselila v ZDA. Tu je Grill eno leto obiskoval slovensko osnovno šolo v Clevelandu ter nato do 1918 opravljal različne službe, nato pa postal črkostavec pri časopisu Enakopravnost in okoli 1920 njen urednik. Leta 1925 je diplomiral iz prava, se zaposlil pri javnem tožilstvu in obenem urejal list. Sodeloval je pri pevskem zboru Zarja, bil igralec in režiser pri Dramskem društvu Ivan Cankar. Bil je 26 let urednik Enakopravnosti, 2 leti tednika Nova doba in eno leto strokovnega odvetniškega glasila. Grill je bil znan društveni delavec, sodeloval je tudi s Slovenskoameriškim narodnim svetom in Louisom Adamičem. Pisal je pesmi in prevajal iz angleščine, nekaj prevodov in pesmi je 1979 izšlo v njegovi avtobiografiji Med dvema svetovoma. Za vsestransko delo v prid Jugoslavije je 1974 prejel priznanje Osvobodilne fronte slovenskega naroda.